# Féregatkák

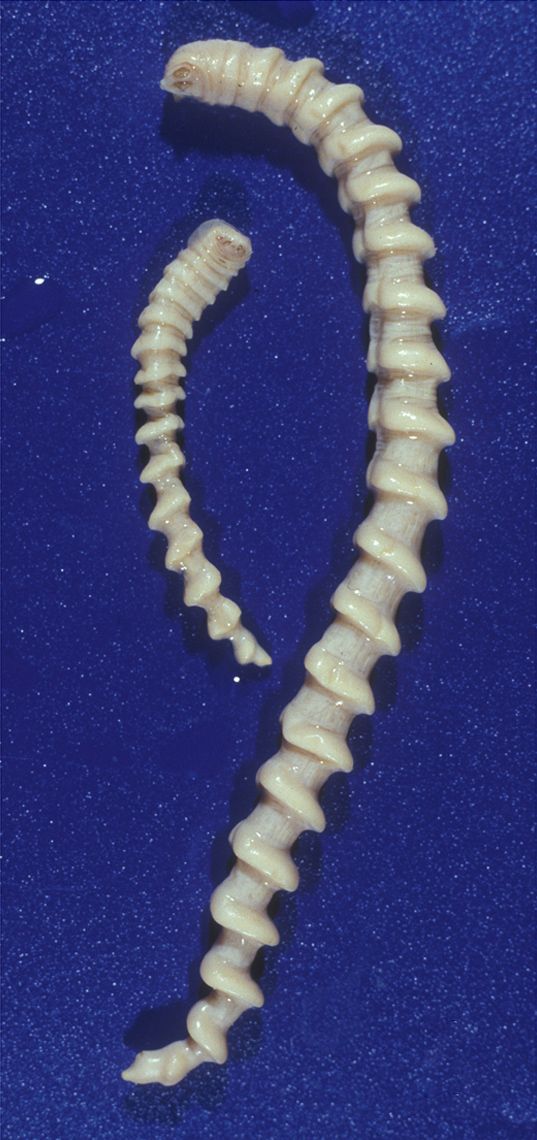
Az Armillifer fajok kígyók légutaiban élnek. A hím kisebb, mint a nőstény.

A csoport magyar neve a rokonsági viszonyok bizonytalanságát tükrözi. Molekuláris genetikai bizonyítékok alapján ma már egyértelmű, hogy a féregatkák (Pentastomida) valójában rákok, melyek testfölépítése az élősködő életmód miatt szélsőséges mértékben módosult. A fejen öt nyílás figyelhető meg, erre utal a latin “ötszájú” név. Ezek közül a középső a szájnyílás, a két szélső pár pedig módosult lábakat, behúzható rögzítőhorgokat rejt. A horgok, a szájat merevítő váz, valamint az elő- és utóbél fala kitint is tartalmaz. A test erősen gyűrűzött kültakarója szelvényezett bőrizomtömlőt rejt. Légző-, keringési- és kiválasztószerveik nincsenek.

## Életmódjuk
A kifejlett féregatkák elsősorban trópusi hüllők légző szerveiben (főként a felső légutakban) élősködnek, néhány fajuk azonban madarakban vagy emlősökben él. Ivarosan szaporodnak. A peték vagy felköhögve a szájon, orron át jutnak a külvilágba, vagy lenyelve a bélcsatornán keresztül ürülnek ki. A fajok többségének lárvái köztigazdában fejlődnek. A köztigazdák rendszerint a hüllő végleges gazdák potenciális zsákmányállatai, például ízeltlábúak, madarak és rágcsálók. A köztigazdában a lárvák nem a légzőszervekben, hanem például a nyirokcsomókban helyezkednek el. A végleges gazda a köztigazda elfogyasztásával fertőződik.
Az Armillifer armillatus kifejlett példányai afrikai kígyókban élnek, lárvái viszont akár az embert is fertőzhetik. Emberben a fertőzés olykor halált is okozhat.

## Csoportjaik
Fajaikat 2 rend 9 családjába sorolják:
- Cephalobaenida Heymons, 1935 rend
  - Cephalobaenidae Fain, 1961
  - Reighardiidae Heymons, 1935
- Porocephalida Heymons, 1935 rend
  - Armilliferidae Fain, 1961
  - Diesingidae Fain, 1961
  - Linguatulidae Heymons, 1935
  - Porocephalidae Fain, 1961
  - Sambonidae Fain, 1961
  - Sebekiidae Fain, 1961
  - Subtriquetridae Fain, 1961

## Ismertebb fajaik
Alig száz fajuk ismert. A kutya orrférge (Linguatula serrata) a kutyafélék (Canidae) családjának fajaiban élő 2–12 cm-es állat. Köztigazdái rendszerint rágcsálók, de a lárvák olykor embert is fertőzhetnek. Hazai előfordulásáról már évtizedek óta nincs adat, de Európa több országában előfordul üregi nyúl köztigazdában és vörös róka (Vulpes vulpes) végleges gazdában. Európában alig néhány más féregatka faj ismert; a Reighardia sternae sirályfélékből, a Linguatula arctica rénszarvasból (Rangifer tarandus) és a Linguatula taenioides juhból (Ovis aries). E fajok köztigazda nélkül fejlődnek.